# Allegria/Un colpo al cuore
Allegria/Un colpo al cuore è l'89° singolo di Mina, pubblicato a giugno del 1968 su vinile a 45 giri dalla casa discografica dell'artista PDU e distribuito dalla Durium.

## Il disco
Identico numero di catalogo ha la versione per il mercato dei jukebox, la cui vendita però è vietata al pubblico.
Arrangiamenti, orchestra e direzione orchestrale di Augusto Martelli.
Raggiunge la tredicesima posizione nella classifica settimanale, risultando 69° nella graduatoria annuale dei 100 singoli più venduti, in cui Mina è presente con altri due dischi: Vorrei che fosse amore (51°) e Regolarmente (97°).
Entrambe le canzoni sono state eseguite dal vivo nel concerto alla Bussola (14 aprile 1968) e fanno parte dell'album Mina alla Bussola dal vivo, pubblicato a maggio.

## Allegria
Versione italiana, adattamento curato da Giorgio Calabrese con Gianfrancesco Guarnieri, di uno dei più celebri classici brasiliani, Upa Neguinho di Edú Lobo scritta nel 1964 e incisa dall'autore nel 1966. Mina la canterà in portoghese solo nel 1970 per l'album Mina canta o Brasil.
La canzone viene scelta come sigla mujsicale per la manifestazione automobilistica annuale Autoradioraduno d'estate 1968, della quale Mina fu madrina e portavoce ufficiale.
(Anna Bontempi, per la rivista L'Automobile del 14 giugno 1968.)
Un video in due parti intitolato Autoradioraduno Fuori Scena si trova sul DVD Gli anni Rai 1967-1968 Vol. 5, inserito in un cofanetto monografico di 10 volumi pubblicato da Rai Trade e GSU nel 2008. Nella prima parte è presente la registrazione filmata della sigla.
Nello stesso DVD sono riuniti anche i frammenti video di una prova della canzone con il maestro Pino Calvi per la puntata di Senza rete (programma televisivo) dedicata alla cantante (luglio 1968). Il pezzo intero NON fu mai registrato e di conseguenza trasmesso.
Successivamente Mina presenterà il brano con l'arrangiamento di Bruno Canfora nell'ottava puntata (16 novembre) di Canzonissima 1968, la famosa edizione della trasmissione condotta dalla cantante insieme a Walter Chiari e Paolo Panelli (Gli anni Rai 1968 Vol. 3).
Poi ancora dal vivo in tv come ultimo brano del medley con l'orchestra di Gianni Ferrio Quand'ero piccola, E se domani, Lazy River, Un giorno come un altro, Allegria proposto nella terza puntata di Teatro 10 del 25 marzo 1972 (Gli anni Rai 1968-1972 Vol. 2), inserito anche nel CD I miei preferiti (Gli anni Rai), pubblicato nel 2014.
La versione di questo singolo, in italiano e in studio, mai pubblicata su album o CD, è reperibile solo sui supporti musicassetta e Stereo8 della rara raccolta Stasera...Mina del 1969.

## Un colpo al cuore
Presentata senza troppa fortuna da Mario Zelinotti a Un disco per l'estate di quell'anno, Mina se ne appropria subito dopo, ottenendo un buon successo di pubblico e, con l'ascesa in classifica nelle prime tredici, anche un discreto riscontro di vendite.
Con questa canzone Mina partecipa alla Mostra internazionale di musica leggera di Venezia, rassegna autunnale in cui viene premiato il brano più venduto.
Sarà utilizzata in ben tre spot pubblicitari per il marchio Barilla, diretti da Antonello Falqui (1968/'69) e Valerio Zurlini (1970).

### Riepilogo delle versioni
Oltre al brano nel concerto Mina alla Bussola dal vivo, la canzone ha versioni studio in:
- italiano sul questo singolo (giugno 1968), nell'album Canzonissima '68 (dicembre 1968), nelle raccolte Incontro con Mina e, solo musicassetta e Stereo8, Stasera...Mina (1969)
- francese (testo di Eddy Marnay) sul singolo Le cœur en larmes (1969) e nell'album Quand ma voix te touche (1998) entrambi editi in Francia e ancora nella raccolta su CD Je suis Mina del 2011
- inglese (testo di Art Crafer e Jimmy Nebb) intitolata Can't Help the Way I Am, sul CD Mina for You pubblicato a luglio del 1969

e, oltre ai filmati pubblicitari, altre registrazioni live video sui DVD:
- Gli anni Rai 1967-1968 Vol. 5, dalla terza puntata di Senza rete (programma televisivo) dell'11 luglio 1968. La corrispondente traccia audio è disponibile sul CD I miei preferiti (Gli anni Rai) (2014)
- Gli anni Rai 1968 Vol. 4, brano di apertura della seconda puntata di Canzonissima 1968 del 5 ottobre.
- Gli anni Rai 1968 Vol. 3, frammento di una fantasia dalla tredicesima puntata di Canzonissima 1968 del 21 dicembre.

## Tracce
Lato A
1. Allegria (Upa neguinho) – 2:10 (testo: Gianfrancesco Guarnieri, Giorgio Calabrese – musica: Edú Lobo; edizioni musicali Pickwick)

Lato B
1. Un colpo al cuore – 3:16 (testo: Giancarlo Bigazzi – musica: Giancarlo Bigazzi, Mario Capuano; edizioni musicali Duomo)